# Larsenaikia
Larsenaikia là một chi thực vật có hoa trong họ Thiến thảo (Rubiaceae).

## Loài
Chi Larsenaikia gồm các loài: